# 차동세
차동세(車東世, 1943년 3월 3일 ~ 2019년 4월 21일)은 경상남도 함안에서 태어난 대한민국의 경제학자이다. 
마산고등학교와 서울대학교 경제학과를 졸업했고, 미국 밴더빌트 대학교 대학원에서 경제학 박사학위를 취득했다. 
대학 졸업 후 한국은행에 입행했고 한국외환은행 조사역을 거쳐 미국 유학을 다녀온 후 산업연구원 선임연구위원, 경제기획원 경제기획위원, 상공부 무역위원회 위원, 럭키금성(LG)경제연구소 소장, 산업연구원 원장, 제8대 한국개발연구원 원장, 국민복지기획단 단장, 금융개혁위원회 위원, 대통령 비상경제 대책자문위원회 위원, LG 경영개발원(인화원) 원장, 경희대 아태국제대학원 원장 등을 지냈다.